# Olivier Nanteau
Pour les articles homonymes, voir Nanteau.
Olivier Nanteau, né Rist le 18 mars 1949 à Neuilly-sur-Seine et mort le 10 mai 2009 à Paris, est un journaliste, chroniqueur et producteur de radio français. Il a notamment été  chroniqueur gastronomique sur France Inter et France Info et un des fondateurs du Mouv'. Il est notamment petit-fils d'Edouard Rist et de René Tassin de Montaigu, fils d'Alix Rist et frère de Christian Rist. 

## Biographie
Ancien élève des Beaux-Arts, Olivier Nanteau a été l’adjoint aux programmes de Jean Garretto, de 1982 à 1988, et a travaillé avec Thierry Le Luron, José Artur, Claude Villers, Patrice Blanc-Francard sur France Inter.
Il a présenté et produit plusieurs émissions sur différentes antennes de Radio France, notamment Le Charme discret de la gourmandise (1982), les chroniques gastronomiques Portraits toqués sur France Info de 1993 à 1999, le programme sur l'Europe Eureka et l'émission Les Échos du bordel ambiant sur France Inter.
De 1997 à 1999, il a été un des créateurs et dirigeants du Mouv'.
Olivier Nanteau a créé sa propre société de production, JF2TS ou presque.
Il est mort le 10 mai 2009 dans le 20e arrondissement de Paris,.
Ses archives d'émissions sont conservées et consultables aux Archives nationales.

## Publication
- Portraits toqués -  Enquête chez les trois-étoiles, Éditions de l'Archipel, 1999  (ISBN 978-2-84187-160-5)